# Elena Rutkowska
Elena Rutkowska – polska aktorka, piosenkarka, kompozytorka, twórczyni programów estradowych pochodzenia romskiego. Członkini Stowarzyszenia Autorów ZAiKS i Związku Artystów Scen Polskich. Absolwentka Akademii Teatralnej w Kijowie. Odznaczona przez Ministerstwo Kultury i Dziedzictwa Narodowego Odznaką „Zasłużony dla Kultury Polskiej”.

## Kariera
W swojej karierze tworzyła i brała udział w licznych projektach artystycznych, współpracując przy tym z wieloma instytucjami kultury.
Najważniejsze z nich to:
- koncerty Wieczory Cygańskie w Teatrze Studio Buffo (główna solistka, 2002–2006 r.),
- spektakle rewiowe Rewia Estradowa Cygańskie Czary w Teatrze Sabat Małgorzaty Potockiej (twórczyni programu, główna solistka, 2011 r.),
- Rewia Estradowa Cygańskie Czary podczas premierowego sezonu Opery I Filharmonii Podlaskiej (twórczyni programu, główna solistka, 2012 r.),
- operetka Baron Cygański w Teatrze Muzycznym w Lublinie (główna solistka, 2016 r.)

czy występy jako główna solistka podczas ogólnopolskiej trasy koncertowej:
- Na Cygańską nutę z orkiestrą symfoniczną Teatru Narodowego Operetki Kijowskiej w Polsce m.in.: w Operze Bałtyckiej, Filharmonii Podkarpackiej, Teatrze Palladium czy Teatrze Muzycznym w Łodzi (2018–2019 r.).

Elena Rutkowska na przestrzeni lat angażowała się i występowała podczas wielu działań charytatywnych m.in.:
- finałów WOŚP (2012–2015 r.),
- Święta Ubogich siostry Małgorzaty Chmielewskiej (2016 r.),
- obchodów Dnia Godności Osób z Niepełnosprawnością Intelektualną w Białołęckim Ośrodku Kultury (2018–2019 r.)
- czy cyklu koncertów dla dzieci ze Szkoły Podstawowej Specjalnej nr 26 im. Janusza Korczaka w Lublinie (2016–2018 r.).

Artystka w swojej karierze współpracowała m.in. z: Januszem Józefowiczem, Michałem Bajorem, Edytą Geppert, Andrzejem Grabowskim, Maciejem Rayzacherem, Feridunem Erolem, Januszem Stokłosą.
Ponadto w swojej karierze artystycznej Elena Rutkowska m.in.: prowadziła i współtworzyła programy dla mniejszości narodowych (TVP Białystok, 2001–2002 r.), wystąpiła w serialu PitBull TVP w duecie z Andrzejem Grabowskim (II sezony, 30 odcinków, 2006–2008 r.), wystąpiła w filmie Historia w ożywionych obrazach (kreacja artystki to jedna z głównych ról – caryca Jekaterina – produkcja została finalistą w plebiscycie na Wydarzenie Historyczne Roku organizowanym przez Muzeum Historii Polski oraz uzyskała honorowy patronat Ministerstwa Edukacji Narodowej).
Jest autorką solowej płyty Sentymenty Agnieszki Osieckiej (2004 r.) na kanwie której stworzyła również recital muzyczny nagrodzony na Festiwalu 4 Kultur w Łodzi (2005 r.) oraz koncertu w Muzycznym Studio Polskiego Radia transmitowanego na antenie Programu 1 Polskiego Radia (2005 r.). Artystka w swojej karierze wydała 6 solowych albumów płytowych oraz zagrała ponad 1000 koncertów w całym kraju. Osiągnięcia muzyczne artystki stanowią ważny oraz twórczy wkład w rozwój, promowanie i kreatywne ukazywanie muzyki, kultury i folkloru mniejszości etnicznej Romów Polskich.